# کاتانین
کاتانین (انگلیسی: Katanin) یکی از پروتئین‌های AAA مختص ریزلوله‌ها است. این پروتئین نامش را از شمشیر ژاپنی «کاتانا» می‌گیرد و یک پروتئین هترودایمریک است که نخستین بار در توتیای دریایی کشف شد.
این پروتئین دارای یک زیرواحد ۶۰ کیلو دالتونی ای‌تی‌پی‌ایز است و توسط ژن KATNA1 کُد می‌شود و کارش، بریدن و جداسازی ریزلوله‌هاست. این زیرواحد جهت فعالیت خود نیازمند آدنوزین تری‌فسفات و ریزلوله است. زیرواحد بعدی، ۸۰ کیلو دالتون وزن دارد و توسط ژن KATNB1 کُد می‌شود و کارش تنظیم فعالیت ای‌تی‌پی‌ایز و هدایت پروتئین به سِـنتروزوم است.
بررسی‌های انجام‌شده توسط میکروسکوپ الکترونی نشان می‌دهد که کاتانین در وضعیتِ اُلیگومری‌شدهٔ فعالِ خود، حلقه‌های ۱۴ تا ۱۶ نانومتری در دیوارهٔ ریزلوله‌ها ایجاد می‌کند.
کاتانین در تکامل سلول‌ها به‌ویژه در دستگاه عصبی نقش مهمی دارد.